# Van der Heim

Van der Heim is een van oorsprong Westfaals geslacht waarvan leden sinds 1815 tot de Nederlandse adel behoorden en dat in 1898 uitstierf.

## Geschiedenis
De stamreeks begint met Adam van der Heim, afkomstig uit Hamm in Westfalen. Zijn zoon kwam naar Holland en zijn kleinzoon Gerrit (†1682) werd vroedschap en veertigraad van Delft. Een nazaat werd in 1813 bij Frans besluit verheven tot Chevalier de l'Empire. Hij en twee broers werden bij KB van 16 september 1816 verheven in de Nederlandse adel; voor een zoon van een van hen werd in 1842 gehomologeerd de titel van ridder bij eerstgeboorte, in 1862 gevolgd door de verlening van de titel van baron bij eerstgeboorte. De familie van der Heim stierf in 1898 uit.

## bekende telgen
- Mr. Anthonie van der Heim (1693-1746), raadpensionaris van Holland
  - Mr. Jacob van der Heim (1727-1799), burgemeester van Rotterdam en raad in de Admiraliteit van Rotterdam
    - Jhr. mr. Paulus van der Heim (1753-1823), lid van de Staten-Generaal en de Eerste Kamer, minister
      - Jhr. mr. Anthony Jacob van der Heim (1809-1875), griffier van de Tweede Kamer

    - Jhr. mr. Antonij van der Heim (1756-1831), schepen en commissaris van Rotterdam, hoogheemraad
      - Mr. Johan Adriaan baron van der Heim, heer van Duivendijke (1791-1870), minister van Financiën en Binnenlandse Zaken
        - Mr. Hendrik Jacob baron van der Heim (1824-1890), minister van Financiën
          - Jkvr. Rudolphine Mathilde Theodora van der Heim (1863-1898), laatste telg van het geslacht

    - Jhr. mr. Gerlach Johan Herbert van der Heim (1761-1822), lid van het Wetgevend Lichaam, president-burgemeester van 's-Gravenhage